# راجر میلر
راجر میلر (انگلیسی: Roger Miller؛ ۲ ژانویهٔ ۱۹۳۶ – ۲۵ اکتبر ۱۹۹۲) موسیقی‌دان اهل ایالات متحده آمریکا بود. وی بین سال‌های ۱۹۵۷ تا ۱۹۹۲ میلادی فعالیت می‌کرد.
از فیلم‌هایی که وی در آن نقش داشته است می‌توان به رابین هود اشاره کرد.